# Flattunga
Die Flattunga (norwegisch für Flache Zunge) ist eine kleine Gletscherzunge im ostantarktischen Königin-Maud-Land. Am westlichen Ende der Kronprinz-Olav-Küste liegt sie zwischen dem Tottsuki Point und dem Tensoku Rock.
Norwegische Kartografen, die sie deskriptiv benannten, kartierten die Gletscherzunge anhand von Luftaufnahmen der Lars-Christensen-Expedition 1936/37.